# Mike Moore (Eishockeyspieler)
Michael Kenneth „Mike“ Moore (* 12. Dezember 1984 in Calgary, Alberta) ist ein ehemaliger kanadischer Eishockeyspieler, der im Verlauf seiner aktiven Karriere zwischen 2004 und 2022 unter anderem 288 Spiele für die Fischtown Pinguins Bremerhaven in der Deutschen Eishockey Liga (DEL) auf der Position des Verteidigers bestritten hat. Zudem absolvierte Moore sechs Partien für die San Jose Sharks in der National Hockey League (NHL) sowie weitere 467 Einsätze in der American Hockey League (AHL).

## Karriere
Moore begann seine Eishockeykarriere zur Saison 2003/04, als ihn die Surrey Eagles aus der zweitklassigen kanadischen Juniorenliga British Columbia Hockey League (BCHL) unter Vertrag nahmen. In seiner ersten Saison verbuchte der gelernte Verteidiger 27 Scorerpunkte in 56 Saisonpartien, die er für sein Team bestritt, sammelte aber auch 148 Strafminuten. Zur darauffolgenden Spielzeit entschied sich Moore, sein Heimatland Kanada zu verlassen und an der renommierten Princeton University ein Studium zu beginnen. Gleichzeitig spielte er für die Eishockeymannschaft der Universität in der ECAC Hockey-Conference der National Collegiate Athletic Association (NCAA). Nach einer guten Rookiesaison, in der ihm in nur 25 Partien zehn Punkte gelungen waren, folgte ein schwächeres Jahr, als der Abwehrspieler lediglich vier Punkte in 30 Spielen erreichte. In den Spielzeiten 2006/07 und 2007/08 steigerten sich Moores Leistungen in der Offensive aber wieder. Nachdem der Kanadier im Spieljahr 2006/07 mit 14 Punkten eine neue persönliche Bestmarke in der ECAC aufgestellt hatte, steigerte er sich in seinem letzten Jahr noch einmal. Moore erreichte 24 Scorerpunkte, wurde aufgrund seiner Leistungen sowohl ins ECAC First All-Star Team als auch ins NCAA East First All-American Team gewählt und hatte – mit einem Tor und einer Vorlage beim 4:1-Endspielsieg über die Harvard University – maßgeblichen Anteil am erstmaligen Gewinn des ECAC-Meistertitels der Princeton University seit 1998.
Nach Abschluss der College-Spielzeit wurde der ungedraftete Free Agent am 8. April 2008 von den San Jose Sharks aus der National Hockey League (NHL) unter Vertrag genommen. Die setzten ihn im Rest des laufenden Spieljahres in drei Partien in der American Hockey League (AHL) bei ihrem Farmteam, den Worcester Sharks, ein. Der Verteidiger blieb in diesen Begegnungen punktlos und erhielt 16 Strafminuten. Vor Beginn der Saison 2008/09 nahm der Kanadier erstmals am Trainingscamp der San Jose Sharks teil. Aufgrund der großen Konkurrenz erhielt er jedoch keinen Platz im NHL-Kader und wurde zurück nach Worcester in die AHL beordert. Dort bildete Moore mit seinem ehemaligen Teamkollegen aus Princeton, Brett Westgarth, ein defensiv solide spielendes Verteidiger-Duo. Seine Leistungen führten schließlich dazu, dass er am 27. Januar 2009 erstmals in den NHL-Kader San Joses berufen wurde.
Im Juli 2012 unterzeichnete Moore einen Zweiwegevertrag für ein Jahr bei den Nashville Predators. Im Juli 2013 wurde er von den Boston Bruins mit einem Einjahresvertrag ausgestattet. Im Juli 2014 unterzeichnete er erneut einen Einjahresvertrag, dieses Mal bei den Washington Capitals, der im Jahr darauf allerdings verlängert wurde. Im Juli 2016 unterschrieb er bei den gerade aus der DEL2 aufgestiegenen Fischtown Pinguins aus Bremerhaven. Dort übernahm er direkt das Kapitänsamt von Marian Dejdar und hatte dieses insgesamt sechs Spielzeiten bis zu seinem Karriereende im Sommer 2022 inne. Im Verlauf der sechs Spielzeiten absolvierte der US-Amerikaner 288 Spiele für die Pinguine in der Deutschen Eishockey Liga (DEL).
Ab November 2022 arbeitete Mike Moore als Luft- und Raumfahrttechniker bei Blue Origin, dem Raumfahrtunternehmen des Amazon-Gründers Jeff Bezos.

## Erfolge und Auszeichnungen
- 2008 Whitelaw-Cup-Gewinn mit der Princeton University
- 2008 ECAC First All-Star Team
- 2008 ECAC Defensive Defenseman of the Year
- 2008 NCAA East First All-American Team

## Karrierestatistik
(Legende zur Spielerstatistik: Sp oder GP = absolvierte Spiele; T oder G = erzielte Tore; V oder A = erzielte Assists; Pkt oder Pts = erzielte Scorerpunkte; SM oder PIM = erhaltene Strafminuten; +/− = Plus/Minus-Bilanz; PP = erzielte Überzahltore; SH = erzielte Unterzahltore; GW = erzielte Siegtore; 1 Play-downs/Relegation; Kursiv: Statistik nicht vollständig)